# Stig Wikander
Oscar Stig Wikander (Norrtälje, 27 agosto 1908 – Uppsala, 20 dicembre 1983) è stato un linguista, indologo e iranista svedese.
Fu professore di sanscrito e filologia comparata delle lingue indoeuropee presso l'Università di Uppsala dal 1953 al suo pensionamento nel 1974.

## Opere
- Der arische Männerbund : Studien zur indo-iranischen Sprach- und Religionsgeschichte, Lund, Ohlsson, 1938 (thèse).
- Vayu : Texte und Untersuchungen zur indo-iranischen Religionsgeschichte, t. 1. Texte, Uppsala-Leipzig, 1941.
- Gudinnan Anahita och den zoroastiska eldskulten, Uppsala, 1942.
- Feuerpriester in Kleinasien und Iran (Acta Regia Societatis humaniorum litterarum Lundensis, 40), Lund, 1946.
- Araber, vikingar, väringar (Svenska humanistiska förbundet 90), Lund, 1978.